# Hovala
Hovala là một chi bướm ngày thuộc họ Bướm nâu.